# Diplostephium rosmarinifolium
Diplostephium rosmarinifolium là một loài thực vật có hoa trong họ Cúc. Loài này được (Benth.) Wedd. mô tả khoa học đầu tiên.